# 楊豊
楊 豊（よう ほう、生没年不詳）は、中国後漢末期から三国時代の魏の遊侠。字は伯陽、幼名は阿若。本貫は涼州酒泉郡。『三國志』の引く『魏略』の勇侠伝に記載がある。

## 経歴
若い頃からの侠客で、仇討ちの代行を請け負っていたため、当時の人からは「東の市で斬りあう楊阿若、西の市で斬りあう楊阿若」と言われていた。
206年～210年頃、酒泉太守・徐揖が郡内の豪族・黄氏一族を誅すると、それを逃れた黄昂は家財を投げうって千人ほどを集め、徐揖に攻め入った。
当時、楊豊は郡外にいたが黄昂の行いを不義と感じ、徐揖に告げて（妻子を置いて）東の張掖郡に救援を求めた。しかし、そこでも太守を殺害される反乱があり、徐揖もまた黄昂に殺害され、酒泉、張掖は反乱勢力として手を組んだ。黄昂は楊豊の態度を不服として懸賞金をかけ、張掖に生け捕りにするよう触れを出した。
（張掖より東方の）武威太守・張猛は追手から逃れた楊豊を仮の都尉に任じ、また彼が黄昂に報復することを許可する旨を酒泉に布告した。そこで楊豊は単身で南羌に入り、一千騎ほどを得ると、（酒泉郡）楽涫県の南山から出て郡城に迫った。城まで三十里ほどになると皆に下馬させて、柴を引かせて土煙を挙げさせると、それを見た酒泉の人々は東から大軍が来たと驚き、逃げ去っていった。黄昂も単身逃亡したが、羌族に捕らえられて楊豊の前に引き出された。楊豊は「卿は以前、私を生け捕りにしようとしたが、今は逆になった。どう思うか？」と尋ね、黄昂は謝罪したが、これを処断した。
当時、東にいた同族の黄華が郡に戻り勢力を取り戻すと、楊豊はこれを恐れて西の敦煌郡に逃亡した。黄初年間（220年頃）、河西が復興し反乱した黄華も降伏すると、酒泉に戻ってくることができた。郡は楊豊を孝廉に挙げ、州はその義勇を上表したため魏朝から詔が下り、駙馬都尉に任じられた。楊豊はその二十数年後に病没した。

## 参考資料
- 『三國志』